# Bacelarella tanohi
Bacelarella tanohi là một loài nhện trong họ Salticidae.
Loài này thuộc chi Bacelarella. Bacelarella tanohi được Szüts & Rudy Jocqué miêu tả năm 2001.